# Cantonul Murat-sur-Vèbre
Cantonul Murat-sur-Vèbre este un canton din arondismentul Castres, departamentul Tarn, regiunea Midi-Pyrénées, Franța.

## Comune
- Barre
- Moulin-Mage
- Murat-sur-Vèbre (reședință)
- Nages